# Západni (Leningrádskaya, Krasnodar)
Západni (del ruso: Западный) es un jútor del raión de Leningrádskaya del krai de Krasnodar, en Rusia. Está situado a orillas del río Sosyka, tributario del Yeya, 10 km al noroeste de Leningrádskaya y 152 km al norte de Krasnodar, la capital del krai. Tenía 916 habitantes en 2010.
Es cabeza del municipio Západnoye, al que pertenece asimisnmo Romashki. El municipio contaba con 1 136 habitantes en 2011.

## Economía
La población de la localidad se dedica en su mayor parte a la agricultura. La empresa más importante es el OAO "Imeni Ilicha" (ОАО «Имени Ильича»).